# La Femme blonde (Modigliani)
Pour les articles homonymes, voir La Femme blonde.
La Femme blonde – ou Portrait de madame Survage – est un tableau réalisé par le peintre italien Amedeo Modigliani en 1918 à Nice, dans les Alpes-Maritimes, en France. Cette huile sur toile est le portrait en buste de Germaine Survage, l'épouse de l'artiste Léopold Survage. Léguée par la veuve d'Henri Galilée en 1965, l'œuvre est conservée avec La Femme brune, une autre peinture de Modigliani, au musée des Beaux-Arts de Nancy, à Nancy. Un portrait du mari se trouve au musée d'Art Ateneum, à Helsinki, en Finlande.

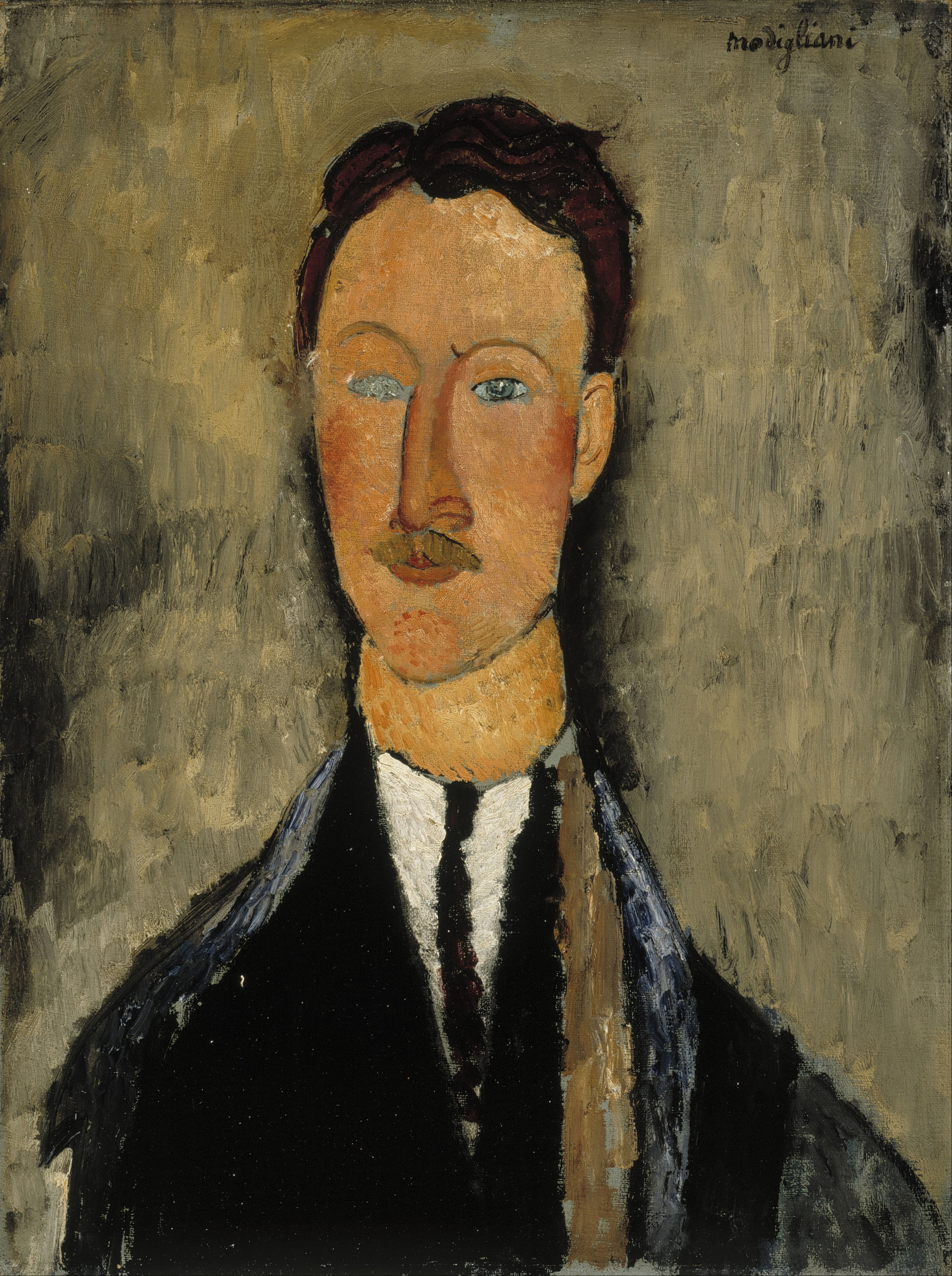
Portrait de l'artiste Léopold Survage, 1918 – Musée d'Art Ateneum, Helsinki.
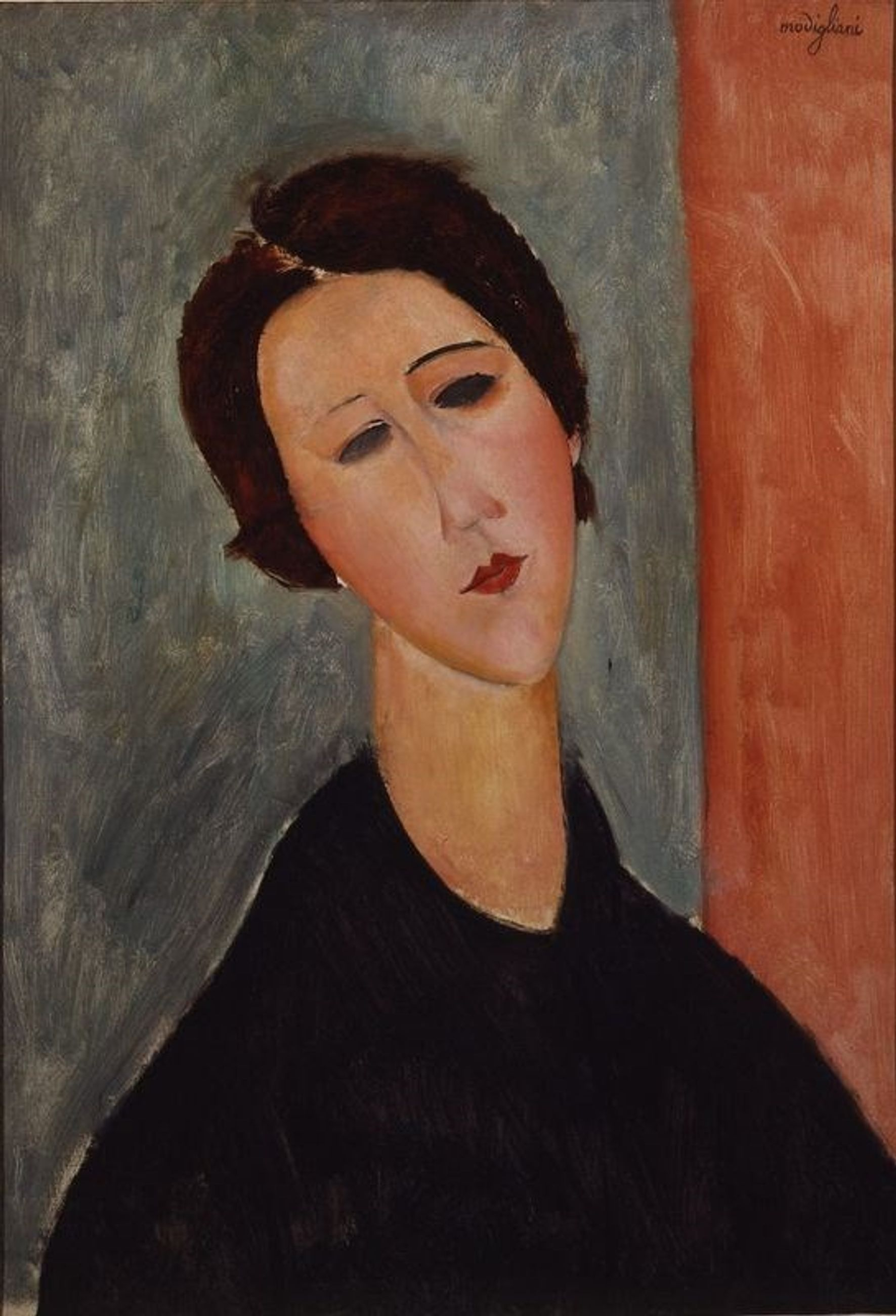
La Femme brune, 1919-1920 – Musée des Beaux-Arts de Nancy, Nancy.